# Violence Jack
 (mars 2012).
Si vous disposez d'ouvrages ou d'articles de référence ou si vous connaissez des sites web de qualité traitant du thème abordé ici, merci de compléter l'article en donnant les références utiles à sa vérifiabilité et en les liant à la section « Notes et références ».
Violence Jack (バイオレンス ジャック, Baiorensu Jakku) est un manga créé par Gō Nagai ( 永井 豪, Nagai Gō ) en 1973. Plusieurs séries et one-shot sont parus jusqu'en 2008. La plupart des histoires ont été reliées en 45 tankōbon, quelques-unes en recueils spéciaux.
Une partie de l'œuvre fut adaptée en trois OAV indépendantes sorties en 1986, 1988 et 1990 au Japon. Elles ont été également éditées aux États-Unis, en Italie, en France, au Royaume-Uni et en Nouvelle-Zélande. Parmi ces pays, elles subirent des coupes, la deuxième fut même interdite en Australie.

## Intrigue
En l’an 197X, la civilisation s’effondre à la suite d'une série de catastrophes aux causes inexpliquées. Libérés des lois, les hommes montrent leurs vrais visages. La vie devient rythmée par les viols et les meurtres. Dans ce nouvel enfer, apparaît le Slum King, un géant portant une armure de samouraï et un masque cachant un visage que personne n’a jamais vu. Un jour, l’espoir revient sous les traits d’un monstre, Violence Jack.
Si certaines histoires sont avant tout divertissantes, d'autres s'inscrivent plutôt dans la philosophie ou le fantastique.

## Psychologie
Jack est un personnage mystérieux dont on ne découvre les origines que dans le dernier volume. Il est peu expressif et parle très rarement. Sa férocité frôle souvent le sadisme vu le plaisir qu'il semble éprouver en massacrant les pilleurs. Il ne semble jamais éprouver de désir sexuel ou amoureux malgré le nombre de femmes qu'il croise. Les OAV furent mal reçues par les fans car elles ne se concentrent que sur l'aspect gore et macabre, laissant ainsi de côté le caractère initial de l'œuvre. 
Les mangas ne furent traduits qu'en Italie, où la série est populaire, et en anglais dans une édition pirate.

## OAV
Épisode 1 : Evil Town
Six mois après un cataclysme ayant dévasté la ville de Tokyo, les derniers survivants, regroupés dans trois secteurs, A, B et C, tentent de rejoindre la surface. Les habitants du A découvrent un géant nommé Violence Jack. Ce dernier accepte de les protéger contre une bande de fous sans foi ni loi, demeurant dans le B. Un groupe de femmes, venu du C, demande également à Jack de leur porter secours. Les hommes du A ont abusé de ces dernières et commis les pires atrocités. Elles sont délivrées par Violence Jack qui leur ouvre un passage vers l'extérieur. C'est alors que les occupants des zones A et B décident d'abuser à nouveau d'elles. Jack les en empêchera.
Épisode 2 : Hell's Wind
Un an après le séisme, un groupe de motards sème la terreur et la désolation sur leur sillage. Une de leurs victimes parvient cependant à survivre et jure de se venger. Ce même groupe attaque un paisible village et enlève la maîtresse d'école. Après une bataille contre leur ancienne proie, beaucoup de motards périssent. Toutefois, certains d'entre eux parviennent quand même à regagner leur quartier général. Violence Jack, laissé pour mort par la bande de malfrats, parvient à rejoindre le quartier général et attaque les motards. Il ne restera aucun survivant.
Épisode 3 : Slum King
Dernier épisode de cette série sanglante où Violence Jack tente de venir en aide aux opprimés. Une bande de pilleurs à la solde de Harlem Bomber capture des jeunes filles pour en faire des esclaves sexuelles. Un des fidèles lieutenants de Harlem  reconnaît son ancienne fiancée parmi elles et afin de partir libre tous les deux, il devra tuer Jack. Celui-ci prend d'assaut le repaire des brigands et, lors d'une confrontation avec un sbire du Mandarin, laisse percevoir sa vraie nature...